# Nothotsuga longibracteata
Chi Nothotsuga là một chi thực vật trong họ Thông (Pinaceae), trong nhiều khía cạnh là trung gian giữa hai chi Keteleeria và Tsuga. Nó được phân biệt với chi Tsuga nhờ các nón lớn, mọc thẳng với các lá bắc dài, và (giống như chi Keteleeria) các nón đực mọc thành tán. Nó cũng được phân biệt với chi Keteleeria nhờ các lá ngắn hơn và các nón nhỏ hơn. Chi Nothotsuga cchỉ chứa một loài là N. longibracteata (đồng nghĩa: Tsuga longibracteata), được biết đến trong tiếng Trung là 长苞铁杉 (trường bao thiết sam- thiết sam lá bắc dài), và được tìm thấy ở khu vực đông nam Trung Quốc, thuộc miền nam Phúc Kiến, miền bắc Quảng Đông, đông bắc Quảng Tây, đông bắc Quý Châu và tây nam Hồ Nam.
Nó là cây thường xanh cao tới 30 m. Các lá phẳng, hình kim, dài 1,2–4 cm và rộng 1–2 mm, rất giống lá của Tsuga. Các nón tương tự như của Keteleeria nhưng nhỏ hơn, dài 2,5–5 cm, mọc thẳng và chín sau khoảng 6-8 tháng kể từ khi thụ phấn.
Đây là một loài cây hiếm, đang nguy cấp trong tự nhiên do việc chặt phá rừng trong quá khứ, mặc dù hiện nay nó đã được bảo vệ. Nó được phát hiện năm 1932, và ban đầu được coi là Tsuga longibracteata, mãi tới năm 1989 mới được xếp lại trong chi của chính nó khi các nghiên cứu mới chỉ ra rằng nó khác biệt với các loài khác trong chi Tsuga.